# قضاء تلكيف
قضاء تلكيف (بالكلدانية : ܬܸܠ ܟܐܦܐ) , الآرامية «ستوني هيل» هو قضاء في محافظة نينوى، العراق. ضمن الغالبية من الكلدان مع الأقليات من اليزيديين والعرب. ويبلغ عدد سكان قضاء تلكيف حوالي 225 ألف لسنة 2018. وتحتوي على قرى عديدة تتبع هذا القضاء ابرزها قرية قره قوين ( الكبة ) وقرى شريخان وتلسين ومسقلاط و باطنايا وخراب كرج وشوريج وفلفيل وقرى اخرى 

## المناطق
المدن والقرى تشمل:
- تلكيف
- القوش
- ختاره
- تللسقف
- باطنايا
- شرفية
- باقوفا
- بوزان